# Eulaliopsis sykesii
Eulaliopsis sykesii är en gräsart som beskrevs av Norman Loftus Bor. Eulaliopsis sykesii ingår i släktet Eulaliopsis och familjen gräs. Inga underarter finns listade i Catalogue of Life.